# 摩蘇爾省 (奧斯曼帝國)

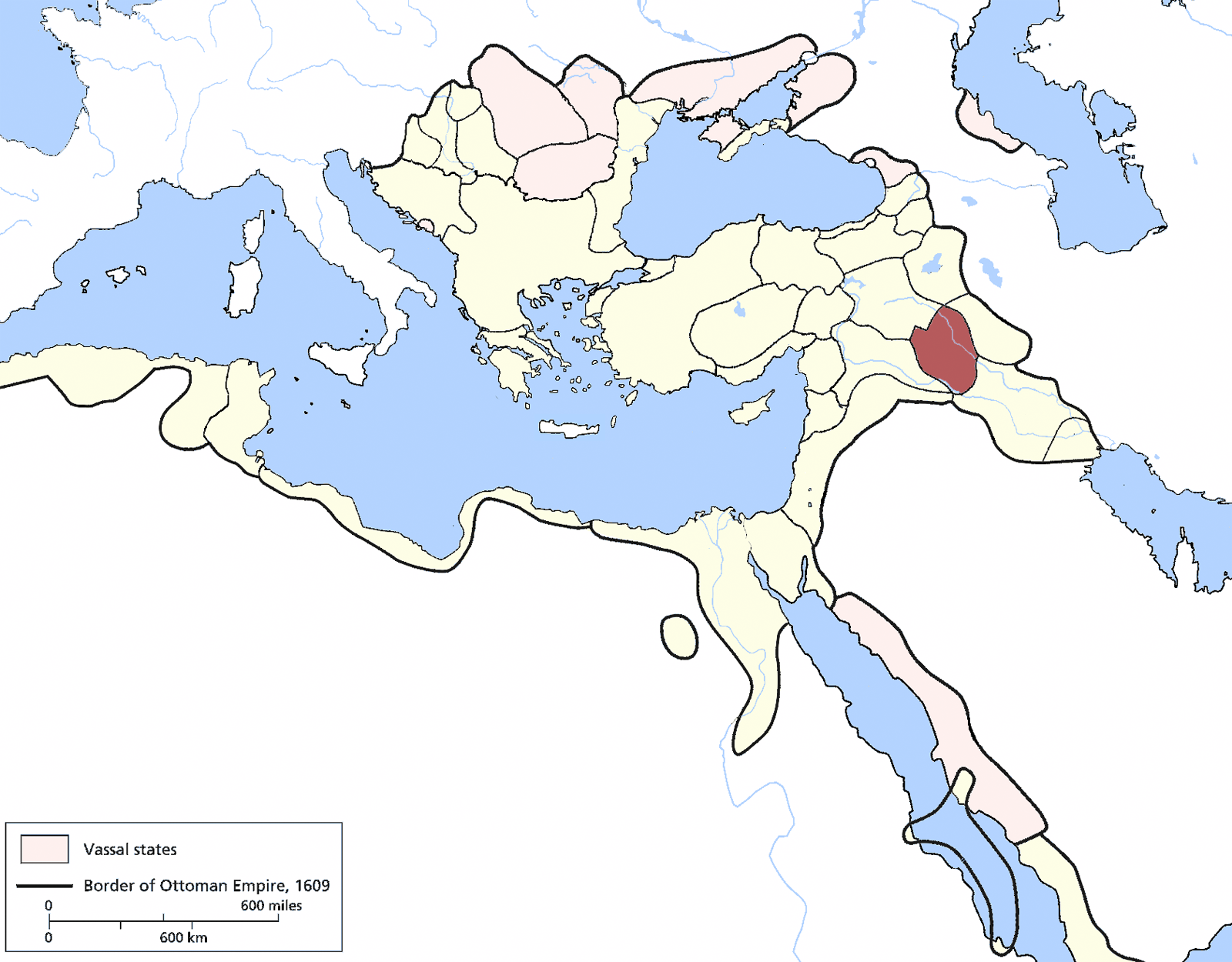
摩蘇爾省

摩蘇爾省（鄂圖曼土耳其語：‎），是鄂圖曼帝國在伊拉克設置的行省，在19世紀區域面積達20,280公里，該省主要居民是庫爾德人。

## 歷史
鄂圖曼蘇丹塞利姆一世在1514年8月23日查尔迪兰战役打敗伊斯梅爾一世，但無法真正控制伊拉克，要到1534年攻佔巴格達後才真正在伊拉克設省。
該省設於1535年，有4個分區。